# Eddie Perkins
Eddie Perkins (ur. 3 marca 1937 w Clarksdale, zm. 10 maja 2012) – amerykański bokser, były zawodowy mistrz świata wagi lekkopółśredniej (do 140 funtów) organizacji WBA i WBC.
Karierę zawodową rozpoczął 27 grudnia 1956. Do lipca 1961 stoczył 32 walki, z których wygrał 24 a 8 przegrał.
21 października 1961 w stanął do pojedynku o tytuł mistrza świata w wadze lekkopółśredniej z Włochem Duilio Loi. Po wyrównanym pojedynku został ogłoszony remis i mistrzem pozostał Loi. Do rewanżowego pojedynku doszło w Mediolanie 14 września 1962. Pomimo tego, że był liczony w pierwszej i czternastej rundzie zwyciężył jednogłośnie Perkins i został nowym mistrzem, pierwszym powstałej niedawno federacji WBA. Tytuł stracił już w następnym pojedynku kiedy 15 grudnia 1962 zrewanżował mu się Loi wygrywając na punkty.
Po dwóch zwycięstwach ponownie otrzymał szansę walki o tytuł mistrzowski WBA, który po zakończeniu kariery przez Duilio Loi  był w posiadaniu Roberto Cruza z Filipin. Stawką pojedynku był również pas nowo powstałej federacji WBC. 15 czerwca 1963 w Manili Perkins wygrał jednogłośnie na punkty, mając przeciwnika na deskach w rundzie pierwszej, i został posiadaczem pasów WBA i WBC. W pierwszej obronie tytułów pokonał, 4 stycznia 1964, Japończyka Yoshinori Takahashi przez nokaut w trzynastej rundzie a następnie, 18 kwietnia, Bunny Granta (Jamajka) jednogłośnie na punkty. Ponownie do obrony pasów stanął 18 stycznia 1965 w Caracas. Przegrał z Wenezuelczykiem Carlosem Hernándezem po niejednogłośnej decyzji sędziów i utracił tytuły mistrzowskie.
Walczył aż do roku 1975 jednak bez większych sukcesów (w latach 1973 i 1974 był w posiadaniu mało znaczącego tytułu mistrza NABF w wadze półśredniej).
W roku 2008 został wybrany do Międzynarodowej Galerii Sław Boksu.